# Luengos
Luengos es una pedanía perteneciente al municipio de Santas Martas, situado en Esla-Campos con una población de 33 habitantes según el INE.
Está situado al lado de la A-231.

## Demografía
Tiene 33 habitantes, 13 varones y 20 mujeres censados en el municipio.Aunque en verano la población suele ascender considerablemente.